# Alum Bay
Alum Bay är en vik i Storbritannien.   Den ligger i grevskapet Isle of Wight och riksdelen England, i den södra delen av landet, 140 km sydväst om huvudstaden London.